# 霊幻道士Ⅹ 最強妖怪キョンシー現る
『霊幻道士X 最強妖怪キョンシー現る』（れいげんどうし てん さいきょうようかいキョンシーあらわる、原題：至尊先生、英題：Mr.Zombie3）は、2019年公開の中国映画。
2019年7月25日から、中国の動画配信サイト愛奇芸（iQiyi、アイチーイー）で配信された。日本では、霊幻道士シリーズ10作目としてのむコレ3で公開された。

## ストーリー
青龍（チンロン）鎮一の大金持ちワン・ヨウツァイに妖怪が憑依し、娘のアーシャンを襲うが、間一髪でハオ道士と弟子のチュウサム、モンチョイが駆けつけてこれを封じる。八卦鏡の力で正体を現した妖艶な女の妖怪は、幻覚を見せて3人を殺そうとする。ハオ道士は金光降臨（金光速現）でこれを見破り、妖怪を捕らえる。妖怪は100年以上修練を積んだキツネで、7日前にワンに食われた3匹の子ギツネの復讐に来たのだった。ハオ道士は天の掟を説き、キツネの妖怪を壺に封印する。モンチョイはアーシャンに言い寄るが、ワンから3000元の結納金が必要と言われ、チュウサムが3日で用意すると約束してしまう。
ある日、風水では埋葬に向かない西山（シーシャン）の工事現場で棺が発見される。警察のフー隊長と部下達が棺の蓋を開けると、死体の上に「三一門の主 ここにあり」と書かれていた。三一門とは200年前に途絶えた古代の邪教であり、その死体は三一門がずっと供養してきた山猿の妖怪・山魈だった。すぐに埋めるべきだというハオ道士の忠告を無視して、フー隊長は棺を運び出し、ハオ道士とモンチョイは警察局に連行されてしまう。
一方、チュウサムはモンチョイのためにハオ道士の「茅山（マオシャン）秘術」の本を盗み、夜中に街の十字路で妖怪と会う術（見妖術）を使う。そして無人の馬車に乗り、青龍鎮から東南70里の無縁墓地で宝を守るという伝説の妖怪・黄妖（黄仙女）に会い、3千元を貰う。
警察局では、陰の属性である猫の妖気で山魈の棺桶の蓋が開き、さらにモンチョイの息を吸ったことで、山魈が復活してしまう。ハオ道士は八方の神（八方威神）の力を借り、遺体安置所の死体を操って山魈と戦い、線香とお札で動きを止めた。
山魈を一時的に封印するためには、女の腹掛け、黒ロバの蹄、童貞の尿が必要であり、モンチョイとチュウサムが街を歩く若い女性に声を掛けるが全て失敗する。次にモンチョイが隠身のお札（隠身符）を使ってアーシャンの家の浴室に忍び込むが、あえなく見つかってしまう。アーシャンの腹掛けを貰い、蹄も買うことができたが、残る30歳以上の童貞の尿が中々見つからないので、ハオ道士が仕方なく自分のモノを提供して全てが揃い、山魈のツボを封印した。
チュウサムはその後も夜な夜な黄妖に会っていたため、魂が抜けて影が淡い“魂淡”の状態になっていた。黄妖は130年以上修練を積んでおり、それはあと20年で身を結ぶという。チュウサムは黄妖を「スースー」と名付ける。そして、スースーに亡くなった師匠の妻は妖怪で、その命と引き換えに妖怪から師匠を守ったので、それ以来師匠は妖怪を退治せずに壺に入れて封印し、供養するようになったと語る。
ハオ道士は、モンチョイと一緒に幽体離脱して黄妖の結界の中に入り、黄妖を殺そうとするが、チュウサムとモンチョイに助命を懇願され、逃がしてやる。その夜、警察局の山魈が黒猫の精気を吸って再び復活する。警察の銃が全く効かず、フー隊長も襲われるが、黒ロバの蹄を見て山魈はハオ道士の供物店（豪哥紙札鋪）に向かう。店で幽体離脱した2人を守っていたアーシャンが襲われ、封印していた壺の中の妖怪の気を吸って山魈がさらに強力化してしまう。
皆が警戒する中、万国博覧会の会場に山魈が現れる。ハオ道士の桃木剣や日本の武士の宝刀、博士の電気攻撃も通じない。アーシャンの魁星キック（魁星踢闘）で一時的に動きを止めたが、フー隊長の大砲でも全く歯が立たない。弟子たちが止める中、ハオ道士は迷うことなく使えば10年寿命が縮んでしまう秘術・五雷掌を繰り出す。山魈は吹き飛び、ついに倒したかと思われたが、再び起き上がってしまう。チュウサムが自分を囮に山魈を王水の大水槽に誘い込もうとした時、スースーが現れてチュウサムの手を引いた。そして、山魈に乗り移って王水の大水槽に入り、山魈と共に溶けて消えてしまうのだった。チュウサム達はスースーを懇ろに供養した。モンチョイはハオ道士から結納金の3千元を渡され、結婚を許される。
ハオ道士が“一代天師”としてフー隊長達から表彰された後、村人が生まれたばかりの娘に名前を付けてほしいとやって来た。チュウサムはハオ道士から名付けてやれと言われ、その子を見て「スースー」と名付ける。

## キャスト
| 役名                       | 俳優                       | 日本語吹替 |
| -------------------------- | -------------------------- | ---------- |
| ハオ道士（茅山豪）         | チン・シュウホウ（錢小豪） | 塩屋翼     |
| チュウサム（秋生）         | スン・ハオ（孫昊）         | 寸石和弘   |
| モンチョイ（文才）         | モン・ヂーチャオ（孟智超） | 青木強     |
| スースー（素素） / 黄妖    | 尤梦涵                     | 桐島ゆか   |
| アーシャン（阿香）         | 肖玉鑫                     | 河野茉莉   |
| フー隊長（胡彪）           | 曾師                       | 河合みのる |
| 山魈（山妖）               | 朱翔                       |            |
| キツネの妖怪（狐妖）       | 葉思浵                     |            |
| ワン・ヨウツァイ（王有財） | 賈君剛                     |            |
| フー（福叔）               | 韓建虎                     |            |
| フー隊長の部下（胡彪副手） | 周三友                     |            |

## スタッフ
- 監督：グオ・ヤーポン（郭亜鵬）
- 製作：チャン・ジュン（張軍）
- 脚本：フー・グゥェイ（富貴）
- アクション監督：高飛